# Európai Filmdíj a legjobb jelmeztervezőnek
A legjobb jelmeztervező (angolul: Best European Costume Designer elismerés az 1988-ban alapított Európai Filmdíjak egyike, amelyet az Európai Filmakadémia ítél oda az év európai filmterméséből legjobbnak tartott jelmeztervezői munkának. A díjátadóra felváltva Berlinben, illetve egy-egy európai városban megrendezett gála keretében kerül sor minden év végén.
Az Európai Filmdíjat 1996-ig Felix-díj néven ítélték oda, így a díj nevében is ez szerepelt.
Csak 2013 óta önálló kategória, előtte a jelmeztervezőket vagy nem díjazták, vagy a filmek látványáért felelős többi szakma képviselőivel közös kategóriákban jelölték őket. 1990-ben és 1991-ben az év látványtervezőjeként együtt értékelték egy-egy alkotás díszlet- és jelmeztervezőit s a díjat is közösen kapták, külön sorolva fel ez utóbbiakat. 2007 és 2009 között a jelmeztervezők az Európai Filmakadémia kiválóságdíja kategóriában voltak jelölve, a látványtervezőkkel, vágókkal, hangzástervezőkkel, valamint a fodrász-, smink- és maszkmesterekkel együtt, akik közül csak az egyik szakma képviselői nyerhették el a díjat.
1989-ben, illetve 1992-től 2006-ig, valamint 2010 és 2012 között jelmeztervezőt nem jelöltek Európai Filmdíjra.
A díjazottak kiválasztásának, a díj adományozásának gyakorlata az idők folyamán többször változott. Míg régebben a többi egyéni kategóriához hasonlóan egy 2-6 fős előzetes jelölés után az EFA-tagok szavaztak a díjazottról, 2013 óta a legjobb jelmeztervező díjra nem lehet jelölni. Az elismerésben részesítendő alkotóról egy héttagú külön zsűri dönt, azon filmek jelmeztervezői közül, amelyek szerepelnek az Európai Filmdíjra számításba vett alkotások listáján. A zsűri összetétele a következő:
1. egy filmrendező,
2. egy operatőr,
3. egy látványtervező vagy jelmeztervező,
4. egy zeneszerző vagy hangzástervező,
5. egy filmvágó,
6. egy filmproducer,
7. egy fesztiváligazgató.

A díjra csak olyan jelöltek jöhetnek számításba, akik Európában születtek, illetve európai állampolgárok (európai állam útlevelével rendelkeznek).

## Díjazottak és jelöltek
| „Díjazott” – szürkéskék háttérrel   |
| „Jelölt” – világos szürke háttérrel |

### 1990-es évek
| Év                                                                         | Nyertesek és jelöltek                         | Magyar címe                             | Eredeti címe |
| -------------------------------------------------------------------------- | --------------------------------------------- | --------------------------------------- | ------------ |
| 1990                                                                       |                                               |                                         |              |
| Franca Squarciapino (jelmez)                                               | Cyrano de Bergerac                            | Cyrano de Bergerac                      |              |
| Jean-Paul Gaultier (jelmez)                                                | A szakács, a tolvaj, a feleség és a szeretője | The Cook the Thief His Wife & Her Lover |              |
| 1991                                                                       |                                               |                                         |              |
| Miljen Kreka Kljakovic (díszlet és jelmez) Valérie Pozzo di Borgo (jelmez) | Delicatessen                                  | Delicatessen                            |              |
| 1992 és 1999 között e kategóriában nem osztottak díjat.                    |                                               |                                         |              |

### 2000-es évek
| Év                                                      | Nyertesek és jelöltek | Magyar címe       | Eredeti címe |
| ------------------------------------------------------- | --------------------- | ----------------- | ------------ |
| 2000 és 2006 között e kategóriában nem osztottak díjat. |                       |                   |              |
| 2007                                                    |                       |                   |              |
| Nem volt díjazott.                                      |                       |                   |              |
| Francesca Sartori                                       | Alatriste kapitány    | Alatriste         |              |
| 2008                                                    |                       |                   |              |
| Magdalena Biedrzycka                                    | Katyn                 | Katyń             |              |
| 2009                                                    |                       |                   |              |
| Nem volt díjazott.                                      |                       |                   |              |
| Catherine Leterrier                                     | Coco Chanel           | Coco avant Chanel |              |

### 2010-es évek
| Év                                                      | Nyertesek és jelöltek   | Magyar címe      | Eredeti címe                                                            | Ország  | Megjegyzés |
| ------------------------------------------------------- | ----------------------- | ---------------- | ----------------------------------------------------------------------- | ------- | ---------- |
| 2010 és 2012 között e kategóriában nem osztottak díjat. |                         |                  |                                                                         |         |            |
| 2013                                                    |                         |                  |                                                                         |         |            |
| Paco Delgado                                            | Hófehérke               | Blancanieves     | Spanyolország · Franciaország                                           | [ * 1 ] |            |
| 2014                                                    |                         |                  |                                                                         |         |            |
| Natascha Curtius-Noss                                   | A sötét völgy           | Das finstere Tal | Ausztria · Németország                                                  | [ * 2 ] |            |
| 2015                                                    |                         |                  |                                                                         |         |            |
| Sarah Blenkinsop                                        | A homár                 | The Lobster      | Egyesült Királyság · Írország · Görögország · Franciaország · Hollandia | [ * 3 ] |            |
| 2016                                                    |                         |                  |                                                                         |         |            |
| Stefanie Bieker                                         | A homok alatt           | Under sandet     | Dánia · Németország                                                     | [ * 4 ] |            |
| 2017                                                    |                         |                  |                                                                         |         |            |
| Katarzyna Lewińska                                      | –––                     | Pokot            | Lengyelország · Németország · Csehország · Svédország · Szlovákia       | [ * 5 ] |            |
| 2018                                                    |                         |                  |                                                                         |         |            |
| Massimo Cantini Parrini                                 | Dogman – Kutyák királya | Dogman           | Olaszország · Franciaország                                             | [ * 6 ] |            |
| 2019                                                    |                         |                  |                                                                         |         |            |
| Sandy Powell                                            | A kedvenc               | The Favourite    | Egyesült Királyság · Írország                                           | [ * 7 ] |            |

### 2020-as évek
| Év               | Nyertesek és jelöltek | Magyar címe        | Eredeti címe                     | Ország   | Megjegyzés |
| ---------------- | --------------------- | ------------------ | -------------------------------- | -------- | ---------- |
| 2020             |                       |                    |                                  |          |            |
| Ursula Patzak    | El akartam rejtőzni   | Volevo nascondermi | Olaszország                      | [ * 8 ]  |            |
| 2021             |                       |                    |                                  |          |            |
| Michael O’Connor | Ammonita              | Ammonit            | Egyesült Királyság               | [ * 9 ]  |            |
| 2022             |                       |                    |                                  |          |            |
| Charlotte Walter | Belfast               | Belfast            | Egyesült Királyság · Írország    | [ * 10 ] |            |
| 2023             |                       |                    |                                  |          |            |
| Kicki Ilander    | A fattyú              | Bastarden          | Dánia · Németország · Svédország | [ * 11 ] |            |
| 2024             |                       |                    |                                  |          |            |
| Tanja Hausner    | –––                   | Des Teufels Bad    | Ausztria · Németország           | [ * 12 ] |            |